# Ministério da Solidariedade, Emprego e Segurança Social
O Ministério da Solidariedade, Emprego e Segurança Social é um departamento do Governo de Portugal, que tem por missão a definição, promoção e execução de políticas de solidariedade e segurança social, combate à pobreza e à exclusão social, apoios à família e à natalidade, a crianças e jovens em risco, a idosos, à inclusão de pessoas com deficiência, de promoção do voluntariado e de cooperação activa e partilha de responsabilidades com as entidades da Economia Social.
A introdução, em meados da década de 1990, da palavra "solidariedade" na denominação do ministério reflecte a ênfase que os governos têm pretendido dar às suas políticas sociais.

## História
O atual Ministério do Trabalho, Solidariedade e Segurança Social foi criado, pela primeira vez, em 1916, como Ministério do Trabalho e Previdência Social, sendo posteriormente extinto.
Já durante o período do Estado Novo, em 1933, é criado junto da Presidência do Ministério, o subsecretariado de Estado das Corporações e Previdência Social, o qual é posteriormente transferido para a tutela do Ministério do Interior. Em 1950, aquele subsecretariado de Estado é transformado no Ministério das Corporações e Previdência Social.
Em 1973, é transformado no Ministério das Corporações e Segurança Social, ao mesmo tempo que passa também a ser responsável pela assistência social até aí tutelada pelo Ministério da Saúde.
Após o 25 de abril de 1974, a área da Segurança Social do ministério das Corporações e Segurança Social é fundida com o Ministério da Saúde, dando origem ao Ministério dos Assuntos Sociais, sendo a área do trabalho autonomizada no Ministério do Trabalho.
Em 1983, volta a unir-se a área de trabalho e da Segurança Social no mesmo departamento, agora denominado Ministério do Trabalho e Segurança Social, sendo a área da saúde também novamente autonomizada no restaurado Ministério da Saúde. Em 1987, o Ministério do Trabalho e Segurança Social passa a designar-se Ministério do Emprego e Segurança Social (MESS).
O Ministério da Solidariedade e Segurança Social (MSSS) foi criado em 1995, a partir da divisão em dois ministérios do antigo MESS. Em 1999 o MSSS voltou a fundir-se com o Ministério para a Qualificação e Emprego, dando origem ao Ministério do Trabalho e da Solidariedade. 
Em 2004 a segurança social voltou a ser gerida por um ministério autónomo, desta vez, denominado "Ministério da Segurança Social, da Família e da Criança". Este ministério foi extinto em 2005, sendo as suas funções incorporadas no Ministério do Trabalho e da Solidariedade Social. 
O Ministério da Solidariedade e da Segurança Social foi recriado, com a mesma designação, em 2011, sob a alçada do XIX Governo Constitucional.
Em 2013, foi acrescentada a tutela pelo emprego ao departamento denominando-se Ministério da Solidariedade, Emprego e Segurança Social. 
Em 2015, apesar das responsabilidades do departamento se manterem, a sua designação foi alterada para Ministério do Trabalho, Solidariedade e Segurança Social.